# Raging Stallion

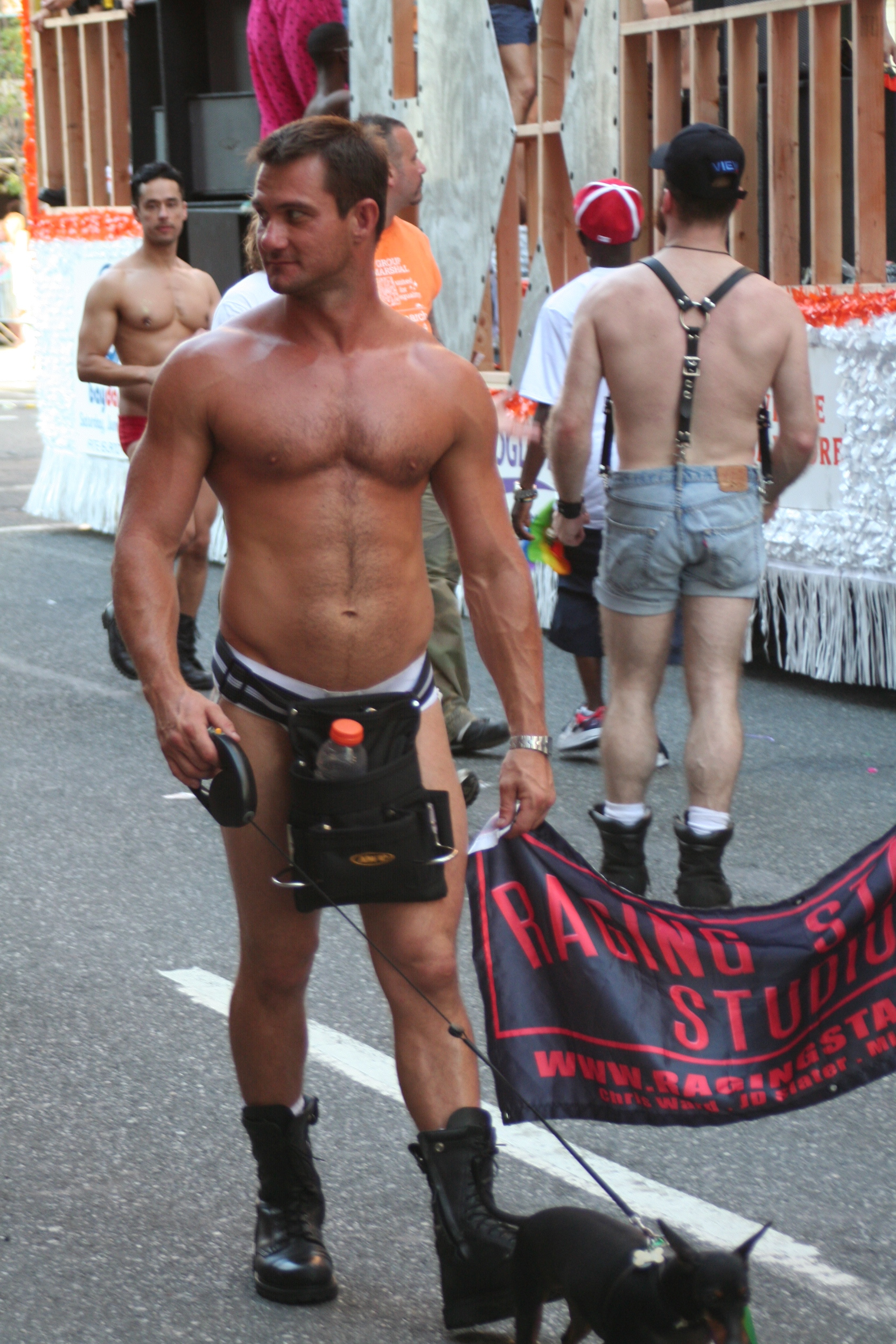
O ator pornográfico Trey Casteel carrega a bandeira da Raging Stallion na Parada do Orgulho em Nova Iorque, 2007.

Raging Stallion Studios com base em San Francisco, Califórnia, é um grande estúdio de cinema de filmes adultos e um dos maiores produtores do mundo de pornografia gay. Foi criada  por Chris Ward,  J. D. Slater,  e  Michael Brandon, que  mais tarde se tornou co-proprietário. Michael Brandon atuou em diversos filmes da  Raging Stallion antes de decidir comprar a companhia. Todos os três têm produzido e dirigido videos com recursos da empresa.  Ward tem se focado em fazer filmes com fetiche de fisting; Slater tem uma  linha chamada  "Centurion Muscle" e Brandon  tem outra linha de filmes chamada "Monster Bang". Slater também trabalhou em trilhas sonoras para os filmes, e lançou algumas dessas músicas em CD.
Em 2005, a Raging Stallion lançou cerca de 22 novos filmes.
Em 2010, logo após o cantor Ricky Martin ter assumido sua homossexualidade, Raging Stallion Studios ofereceram cerca de um milhão de dólares para ele atuar em um dos filmes da produtora.

## Modelos Principais
| - Arpad Miklos - Blake Harper - Bret Wolfe |  | - Carlos Morales - Chris Steele - Damien Crosse - Diesel Washington - François Sagat - Jake Deckard |  | - Jeremy Tucker - Logan McCree - Michael Brandon |  | - Michael Soldier - Ricky Sinz |  | - Steve Cruz - Tyler Saint |